# Sundatyphlops polygrammicus
Sundatyphlops polygrammicus is een slang uit de familie wormslangen (Typhlopidae).

## Naam en indeling
De wetenschappelijke naam van de soort werd voor het eerst voorgesteld door Hermann Schlegel in 1839. Oorspronkelijk werd de wetenschappelijke naam Typhlops polygrammicus gebruikt. De slang werd eerder aan andere geslachten toegekend, zoals Typhlops, Typhlina, Ramphotyphlops en Anilios. De soort werd door Hedges, Marion, Lipp, Marin & Vidal in 2014 aan het geslacht Sundatyphlops toegewezen en is tegenwoordig de enige vertegenwoordiger van deze monotypische groep.
De geslachtsnaam Sundatyphlops betekent vrij vertaald 'blindoog van Sunda'.

## Uiterlijke kenmerken
De slang bereikt een lichaamslengte tot ongeveer 39,5 centimeter. De kop is lastig te onderscheiden van het lichaam door het ontbreken van een duidelijke insnoering. De ogen zijn relatief klein, de snuit is afgerond. De slang heeft 22 rijen schubben in de lengte op het midden van het lichaam, het totale aantal schubbenrijen kan oplopen tot 496. Aan de staart zijn 16 rijen staartschubben aanwezig.
De lichaamskleur is donkerbruin tot grijs- of geelbruin, aan de bovenzijde zijn lichtere strepen aanwezig die soms ook op de buikzijde terugkomt.

## Levenswijze
Sundatyphlops polygrammicus leeft net als andere wormslangen voornamelijk ondergronds en wordt alleen gezien na hevige regenval. De slang eet de larven, poppen en volwassen exemplaren van mieren en termieten. Vanwege het relatief grote lichaam worden waarschijnlijk ook grotere prooien buitgemaakt zoals larven van kevers. De vrouwtjes zetten eieren af.

## Verspreiding en habitat
De soort komt voor in delen van Azië en leeft in de landen Indonesië (Timor, Sumba, Lombok, Flores, Sumbawa, Komodo) en Oost-Timor.

### Ondersoorten
De soort wordt verdeeld in vijf ondersoorten die onderstaand zijn weergegeven, met de auteur en het verspreidingsgebied.
| Naam                                        | Auteur          | Verspreidingsgebied               |
| ------------------------------------------- | --------------- | --------------------------------- |
| Sundatyphlops polygrammicus brongersmai     | Mertens, 1929   | Indonesië (Sumba)                 |
| Sundatyphlops polygrammicus elberti         | Roux, 1911      | Indonesië (Lombok)                |
| Sundatyphlops polygrammicus florensis       | Boulenger, 1897 | Indonesië (Flores)                |
| Sundatyphlops polygrammicus polygrammicus   | Schlegel, 1839  | Indonesië (Timor)                 |
| Sundatyphlops polygrammicus undecimlineatus | Mertens, 1927   | Indonesië (Sumbawa, Komodo, Moyo) |